# Auguste Hoël
Auguste Hoël est un gymnaste artistique français né le 17 juillet 1890 à Cambrai et mort le 6 janvier 1967 à Cambrai.

## Biographie
Auguste Hoël remporte avec l'équipe de France de gymnastique la médaille de bronze au concours général par équipes aux Jeux olympiques d'été de 1920 à Anvers. 